# Seven Sisters (Sussex)
Pour les articles homonymes, voir Seven Sisters.

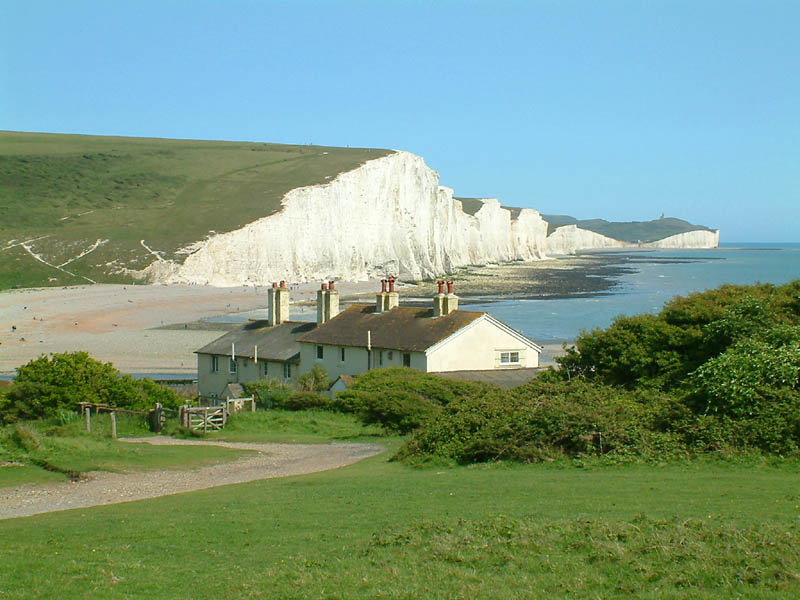
Les Seven Sisters et les chalets des garde-côtes de Seaford Head, à l'embouchure de la Cuckmere.

Les Seven Sisters sont une série de falaises crayeuses située dans le Sussex, dans le sud de l'Angleterre, le long de la Manche. Elles forment une partie des South Downs du Sussex de l'Est, entre les villes de Seaford et Eastbourne.

## Géographie
De l'ouest vers l'est, les falaises débutent à l'est de Cuckmere Haven (en). Dans la liste ci-bas, les sommets sont inscrits en italique. On y trouve également sept collines, ainsi qu'une huitième formée tranquillement par l'érosion effectuée par la mer. 
- Haven Brow
- Short Bottom
- Short Brow
- Limekiln Bottom
- Rough Brow
- Rough Bottom
- Brass Point
- Gap Bottom
- Flagstaff Point (continue dans Flagstaff Brow)
- Flagstaff Bottom
- Flat Hill
- Flathill Bottom
- Baily's Hill
- Michel Dean
- Went Hill Brow

Tout juste à l'est du dernier sommet se trouve Birling Gap. Au-delà, au sommet de la colline suivante, on retrouve le Phare Belle Tout (en), puis, plus loin, Beachy Head. Un autre phare, dans l'eau, marque le dernier promontoire.
De l'autre côté de la Manche, en Seine-Maritime (France), des formations géologiques très similaires sont apparentes, formant les falaises d'Étretat (l'ensemble Porte d'aval, Porte d'amont et Manneporte).

## Dans la culture populaire
Les Seven Sisters sont parfois présentées au cinéma et à la télévision pour remplacer les falaises blanches de Douvres en raison, notamment, de la faible urbanisation des lieux, qui réduit les risques d'anachronismes. 
Les Seven Sisters sont présentées au début du film Robin des Bois, prince des voleurs ainsi qu'à la fin du film Reviens-moi.
Une vue de l'est des Seven Sisters est l'un des fonds d'écran disponibles par défaut dans le système d'exploitation Windows 7 de Microsoft.